# Девід Рубенштейн
Девід Рубенштейн (англ. David Rubenstein; народився 11 серпня 1949, Балтимор, Меріленд, США) — співзасновник Carlyle Group. В рейтингу 2008 року Forbes 400 найбагатших американців отримав 155 місце зі статком в $ 2,7 мільярди. Член Американської академії мистецтв і наук (2013) і Американського філософського товариства (2019).
Народився в єврейській сім'ї, ріс в єврейському районі Балтимора і закінчив міський коледж Балтимора. Отримав ступінь в області юриспруденції в Школі права Чиказького університету (University of Chicago Law School) в 1973 році. З 1973 по 1975 роки займався юридичною практикою в Нью-Йорку в компанії Paul, Weiss, Rifkind, Wharton & Garrison. До заснування Carlyle в 1987 році спільно з Вільямом Конвеем-молодшим. і Даніелем д’Аньелло, був політичним радником при Джиммі Картері, а також займався приватною практикою у Вашингтоні.
Зараз живе в Бетесді (штат Меріленд). Одружений з Алісою Рогофф Рубінштейн, засновницею «Дому Аляски» в Нью-Йорку і «Художнього фонду корінних мистецтв Аляски».
Рубенштейн також активно займається благодійністю, робив великі пожертвування для Duke's Sanford School of Public Policy, John F. Kennedy School of Government в Гарвардському університеті і Університету Джонса Гопкінса. Є членом управління Дюкського університету, де в його честь названий один із залів.
Вибраний в Раду піклувальників Чиказького університету 31 травня 2007 року.

## Ділова кар'єра

### Початок юридичної кар'єри
З 1973 по 1975 рік Рубенштейн займався адвокатською практикою в Нью-Йорку з Полом, Вайсом, Ріфкіндом, Уортоном і Гаррісоном. З 1975 по 1976 рік він обіймав посаду головного радника в підкомітеті з конституційних поправок Сенату США. Рубенштейн також був заступником радника з внутрішньої політики президента Джиммі Картера і працював у приватній практиці у Вашингтоні, округ Колумбія.

### У приватному капіталі
У 1987 році Рубенштейн заснував The Carlyle Group разом з Вільямом Е. Конвеєм-молодшим і Деніелом А. Д'Аніелло. Фірма перетворилася на глобальну інвестиційну компанію з активами в 293 мільярди доларів під управлінням, з понад 1800 співробітниками в 31 офісі на шести континентах.
Згідно з «Погоною за багатством» Сісело П. Нкамбуле, Девід Рубенштейн висловив побоювання, що бум прямих інвестицій закінчиться в січні 2006 року: «Це був золотий вік для нашої галузі, але ніщо не залишається золотим вічно». Через місяць він сказав: «Зараз ми працюємо так, ніби музика не перестане грати, а музика припиниться. Це мене хвилює більше, ніж будь-яка інша проблема». За словами Нкамбуле: «Ці побоювання виявилися слушними, оскільки наприкінці 2007 року ринок викупу впав… Оскільки кредитна діяльність із залученням кредитів різко припинилася, приватні інвестиційні компанії не змогли забезпечити фінансування своїх операцій».
У травні 2008 року Рубенштейн сказав: «Але як тільки цей період закінчиться, як тільки борги банків продадуть і почнеться нове кредитування, я думаю, ви побачите, що індустрія приватного капіталу повертається в те, що я називаю платиновим століттям — краще, ніж будь-коли раніше. Я справді думаю, що індустрія приватного капіталу має велике майбутнє, і що, ймовірно, попереду найкращий період для приватного капіталу».
Рубенштейн сказав, що одного разу йому запропонували зустрітися з Марком Цукербергом (і інвестувати у Facebook), перш ніж він залишив Гарвард, але відмовився від цього, і про це він найбільше шкодує щодо інвестицій. Рубенштейн також сказав, що відмовився від 20 % акцій Amazon протягом перших років існування компанії. Він сказав засновнику Amazon Джеффу Безосу, що якщо йому пощастить і все вдасться, він буде коштувати щонайбільше 300 мільйонів доларів.
У 2018 році він створив Declaration Capital, сімейний офіс, зосереджений на венчурному, економічному розвитку, нерухомості та сімейному бізнесі.

### Полеміка
Рубенштейна публічно критикували за роботу The Carlyle Group, головою якої він є, яка володіє кількома парками пересувних будинків і витісняє бідних людей з їхніх пересувних будинків, підвищуючи вартість оренди. В епізоді «Минулого тижня сьогодні ввечері» Джон Олівер зазначив, що промислові будинки нелегко чи дешево перемістити, і тому бідні мешканці з фіксованими доходами стикаються з виселенням і бездомністю, оскільки підвищення орендної плати загрожує знизити вартість їх парків пересувних будинків.

### Видавнича справа
У жовтні 2019 року вийшла перша книга Рубенштейна. У книзі під назвою «Американська історія: інтерв'ю з провідними істориками» (видавництво Simon & Schuster) представлені інтерв'ю з істориками, які розповідають про свої історичні знання. Серед інших, Рубенштейн бере інтерв'ю у Девіда Маккалоу про Джона Адамса, у Джона Мічема — про Томаса Джефферсона, у Рона Черноу — про Александра Гамільтона та в Волтера Айзексона — про Бенджаміна Франкліна.
Його друга книга «Як керувати» була опублікована у видавництві Simon & Schuster у вересні 2020 року. Ця книга містить роздуми Рубенштейна про лідерство, а також 30 інтерв'ю з лідерами бізнесу, уряду, військових, спортивних і культурних лідерів. У вересні 2021 року Simon & Schuster опублікувало третю книгу Рубенштейна «Американський експеримент», в якій описано, як американський уряд та демократичні ідеали розвивалися протягом століть, про що розповідається через життя американців, які втілили американську мрію.

### Телевізійні шоу і подкасти
Рубенштейн веде два шоу на телебаченні Bloomberg: Шоу Девіда Рубенштейна: бесіди між однолітками та Bloomberg Wealth з Девідом Рубенштейном. Peer to Peer, який почав виходити в ефір у жовтні 2016 року, також транслюється на багатьох станціях PBS і доступний на Curiosity Stream.
Він також веде історію з Девідом Рубенштейном на телешоу PBS, створеного Нью-Йоркським історичним товариством. Рубенштейн також веде аудіо-подкаст «For the Ages», також створений Нью-Йоркським історичним товариством.

### Участь у спортивних проєктах
1 серпня 2024 року група мажоритарних власників Orioles на чолі з мільярдером з приватних інвестицій Девідом Рубенштейном взяла повний контроль над бейсбольною командою Балтимор Оріолз. Цього дня була закрита угода щодо купівлі акцій організації. Тепер частка Рубенштейна становить 100 %.